# Sophie Derkzen
Sophie Derkzen (1984) is een Nederlands journaliste en radio- en televisiepresentator, die zich in het bijzonder bezighoudt met internationale politiek en cultuur. 

## Opleiding
Derkzen behaalde haar mastergraad Journalistiek en Nieuwe Media aan de Universiteit Leiden. Tegelijkertijd  studeerde ze daar cum laude af in de Geschiedenis van Politiek.
Eerder studeerde ze twee jaar aan de Amsterdamse Toneelschool & Kleinkunstacademie.

## Carrière
Derkzen is in het bijzonder ingevoerd in het reilen en zeilen van de Duitse Bondsrepubliek. Zo schreef zij onder andere daarover vanaf 2009 voor Vrij Nederland en vanaf 2018 voor De Correspondent. Ook werkte zij in 2013 als gastredacteur voor het Duitse opinieweekblad Die Zeit in Hamburg en als freelance correspondent vanuit Berlijn. Van 2015 tot 2017 maakte zij een tijdelijke uitstap vanuit de journalistiek naar de diplomatie en was zij als beleidsmedewerker werkzaam op de politieke afdeling van de Nederlandse ambassade.
Derkzen is sinds maart 2020 vaste presentator op NPO Radio 1 van het VPRO-radio-programma Bureau Buitenland. Sinds januari 2022 presenteert zij dit programma beurtelings samen met omroepjournalist Tim de Wit. Vanaf april 2025 is dit ook op tv te zien, zender NPO2. Tevens heeft ze bijgedragen aan OVT, het geschiedenisprogramma van de VPRO, eveneens op NPO Radio 1.
Eind 2021 maakte ze voor genoemde radiozender de 4-delige podcast "Generatie Merkel" over de 16-jarige politieke nalatenschap van de eerste vrouwelijke Duitse bondskanselier. Datzelfde jaar nam zij het eerste van de jaarlijkse serie Marathoninterviews op Radio 1 met historicus en hoogleraar Europese aangelegenheden Mathieu Segers voor haar rekening. Eerder, in 2020 nam zij dergelijke drie-urige vraaggesprekken af met respectievelijk politicus Boris Dittrich en onderzoeksjournalist en schrijfster Linda Polman.
Naast haar omroep- en schrijvend journalistiek werk, treedt zij ook op als debatleider en podium-interviewer. Internationale politiek en cultuur hebben daarbij haar bijzondere belangstelling.

## Onderscheidingen en prijzen
In juni 2023 werd de Zilveren Reissmicrofoon toegekend aan de NPO-podcast "Stad in Oorlog", een samenwerkingsproject van VPRO-correspondent Michiel Driebergen, Bureau Buitenland -redacteur Edwin Koopman en Derkzen over de Oekraïense frontstad Charkiv na één jaar oorlog met Rusland. 
Derkzen vertolkt in de vierdelige podcast de stem van de stad Charkiv alsof die een personage is.